# Trochosa iviei
Trochosa iviei är en spindelart som först beskrevs av Willis J. Gertsch och Wallace 1937.  Trochosa iviei ingår i släktet Trochosa och familjen vargspindlar. Inga underarter finns listade i Catalogue of Life.